# Polacy na mistrzostwach Europy w łyżwiarstwie figurowym
Polacy na mistrzostwach Europy w łyżwiarstwie figurowym – przedstawienie wyników łyżwiarzy figurowych reprezentujących Polskę na Mistrzostwach Europy. 
| Złoto | Srebro | Brąz | Razem |
| ----- | ------ | ---- | ----- |
| 0     | 3      | 4    | 7     |

## Wyniki
| Rok                                                               | Miejsce                                     | Soliści                                          | Solistki                                      | Pary sportowe                                                                        | Pary taneczne                                                                            | Źr.                                         |                                             |
| Polacy nie brali udziału w latach 1891–1933                       | Polacy nie brali udziału w latach 1891–1933 | Polacy nie brali udziału w latach 1891–1933      | Polacy nie brali udziału w latach 1891–1933   | Polacy nie brali udziału w latach 1891–1933                                          | Polacy nie brali udziału w latach 1891–1933                                              | Polacy nie brali udziału w latach 1891–1933 | Polacy nie brali udziału w latach 1891–1933 |
| ----------------------------------------------------------------- | ------------------------------------------- | ------------------------------------------------ | --------------------------------------------- | ------------------------------------------------------------------------------------ | ---------------------------------------------------------------------------------------- | ------------------------------------------- | ------------------------------------------- |
| 1934                                                              | Praga                                       | DNS                                              | DNS                                           | – Zofia Bilor / Tadeusz Kowalski                                                     | DNS                                                                                      |                                             |                                             |
| Polacy nie brali udziału w 1935 roku                              |                                             |                                                  |                                               |                                                                                      |                                                                                          |                                             |                                             |
| 1936                                                              | Berlin                                      | 15 – Walter Grobert                              | DNS                                           | 5 – Stefania Kalus / Erwin Kalus                                                     | DNS                                                                                      |                                             |                                             |
| Polacy nie brali udziału w 1937 roku                              |                                             |                                                  |                                               |                                                                                      |                                                                                          |                                             |                                             |
| 1938                                                              | Sankt Moritz                                | DNS                                              | DNS                                           | 5 – Stefania Kalus / Erwin Kalus                                                     | DNS                                                                                      |                                             |                                             |
| 1939                                                              | Londyn                                      | DNS                                              | DNS                                           | 5 – Stefania Kalus / Erwin Kalus                                                     | DNS                                                                                      |                                             |                                             |
| mistrzostwa nie odbyły się w latach 1940–1946 (II wojna światowa) |                                             |                                                  |                                               |                                                                                      |                                                                                          |                                             |                                             |
| Polacy nie brali udziału w latach 1947–1954                       |                                             |                                                  |                                               |                                                                                      |                                                                                          |                                             |                                             |
| 1955                                                              | Budapeszt                                   | 13 – Emanuel Koczyba 14 – Leon Osadnik           | 22 – Barbara Jankowska                        | 9 – Anna Bursche-Lindner / Leon Osadnik                                              | DNS                                                                                      |                                             |                                             |
| Polacy nie brali udziału w 1956 roku                              |                                             |                                                  |                                               |                                                                                      |                                                                                          |                                             |                                             |
| 1957                                                              | Wiedeń                                      | 15 – Bogusław Hnatyszyn                          | DNS                                           | 11 – Barbara Jankowska / Zygmunt Kaczmarczyk                                         | 14 – Anna Bursche-Lindner / Leon Osadnik                                                 |                                             |                                             |
| 1958                                                              | Bratysława                                  | 17 – Henryk Hanzel 19 – Marian Czakon            | 21 – Krystyna Wąsik                           | 7 – Barbara Jankowska / Zygmunt Kaczmarczyk                                          | DNS                                                                                      |                                             |                                             |
| 1959                                                              | Davos                                       | 16 – Henryk Hanzel                               | 28 – Krystyna Wąsik                           | 9 – Barbara Jankowska / Zygmunt Kaczmarczyk                                          | 15 – Elżbieta Zdankiewicz / Emanuel Koczyba                                              |                                             |                                             |
| 1960                                                              | Garmisch-Partenkirchen                      | 16 – Henryk Hanzel                               | DNS                                           | DNS                                                                                  | WD – Elżbieta Zdankiewicz / Emanuel Koczyba                                              |                                             |                                             |
| Polacy nie startowali na ME w latach 1961–1962                    |                                             |                                                  |                                               |                                                                                      |                                                                                          |                                             |                                             |
| 1963                                                              | Budapeszt                                   | 20 – Franciszek Spitol                           | 21 – Elżbieta Kościk-Koczyba                  | DNS                                                                                  | DNS                                                                                      |                                             |                                             |
| 1964                                                              | Grenoble                                    | 16 – Franciszek Spitol                           | 20 – Elżbieta Kościk-Koczyba                  | DNS                                                                                  | DNS                                                                                      |                                             |                                             |
| Polacy nie brali udziału w 1965 rok                               |                                             |                                                  |                                               |                                                                                      |                                                                                          |                                             |                                             |
| 1966                                                              | Bratysława                                  | 16 – Zdzisław Pieńkowski                         | 22 – Elżbieta Kościk-Koczyba                  | 18 – Janina Poremska / Piotr Sczypa                                                  | DNS                                                                                      |                                             |                                             |
| 1967                                                              | Lublana                                     | 16 – Zdzisław Pieńkowski                         | 21 – Barbara Warmińska                        | 8 – Janina Poremska / Piotr Sczypa                                                   | DNS                                                                                      |                                             |                                             |
| 1968                                                              | Västerås                                    | 17 – Zdzisław Pieńkowski                         | DNS                                           | 15 – Janina Poremska / Piotr Sczypa 19 – Grażyna Osmańska / Adam Brodecki            | DNS                                                                                      |                                             |                                             |
| 1969                                                              | Garmisch-Partenkirchen                      | 17 – Zdzisław Pieńkowski                         | 22 – Mirosława Nowak                          | 8 – Janina Poremska / Piotr Sczypa                                                   | 15 – Teresa Weyna / Piotr Bojańczyk                                                      |                                             |                                             |
| 1970                                                              | Leningrad                                   | 21 – Piotr Roszko                                | 20 – Mirosława Nowak                          | 9 – Janina Poremska / Piotr Sczypa 12 – Grażyna Osmańska / Adam Brodecki             | 9 – Teresa Weyna / Piotr Bojańczyk                                                       |                                             |                                             |
| 1971                                                              | Zurych                                      | DNS                                              | DNS                                           | 8 – Grażyna Osmańska / Adam Brodecki 13 – Teresa Skrzek / Piotr Sczypa               | 9 – Teresa Weyna / Piotr Bojańczyk 17 – Ewa Kołodziej / Tadeusz Góra                     |                                             |                                             |
| 1972                                                              | Göteborg                                    | DNS                                              | 18 – Urszula Zielińska                        | 8 – Grażyna Osmańska / Adam Brodecki 12 – Teresa Skrzek / Piotr Sczypa               | 9 – Teresa Weyna / Piotr Bojańczyk 14 – Ewa Kołodziej / Tadeusz Góra                     |                                             |                                             |
| 1973                                                              | Kolonia                                     | 16 – Jacek Tascher                               | 20 – Urszula Zielińska                        | 10 – Teresa Skrzek / Piotr Sczypa                                                    | 12 – Teresa Weyna / Piotr Bojańczyk 15 – Ewa Kołodziej / Tadeusz Góra                    |                                             |                                             |
| 1974                                                              | Zagrzeb                                     | 21 – Jacek Żylski                                | 24 – Grażyna Dudek                            | 10 – Grażyna Kostrzewińska / Adam Brodecki 11 – Teresa Skrzek / Piotr Sczypa         | 9 – Teresa Weyna / Piotr Bojańczyk                                                       |                                             |                                             |
| 1975                                                              | Kopenhaga                                   | 15 – Jacek Tascher                               | 16 – Grażyna Dudek                            | 9 – Grażyna Kostrzewińska / Adam Brodecki 11 – Teresa Skrzek / Piotr Sczypa          | 8 – Teresa Weyna / Piotr Bojańczyk 13 – Ewa Kołodziej / Tadeusz Góra                     |                                             |                                             |
| 1976                                                              | Genewa                                      | 15 – Grzegorz Głowania                           | 11 – Grażyna Dudek                            | DNS                                                                                  | 7 – Teresa Weyna / Piotr Bojańczyk 17 – Ewa Kołodziej / Tadeusz Góra                     |                                             |                                             |
| 1977                                                              | Helsinki                                    | 12 – Grzegorz Głowania                           | 15 – Grażyna Dudek                            | 7 – Elżbieta Łuczyńska / Marek Chrolenko                                             | 10 – Halina Gordon / Tadeusz Góra 13 – Elżbieta Węgrzyk / Andrzej Alberciak              |                                             |                                             |
| 1978                                                              | Strasburg                                   | 11 – Grzegorz Głowania                           | 21 – Helena Chwila                            | 10 – Elżbieta Łuczyńska / Marek Chrolenko                                            | 12 – Halina Gordon / Jacek Tascher WD – Jolanta Wesołowska / Andrzej Alberciak           |                                             |                                             |
| 1979                                                              | Zagrzeb                                     | 14 – Grzegorz Głowania                           | 26 – Helena Chwila                            | 9 – Maria Jeżak / Lech Matuszewski                                                   | 12 – Halina Gordon / Jacek Tascher                                                       |                                             |                                             |
| 1980                                                              | Göteborg                                    | 14 – Ludwik Jankowski                            | DNS                                           | 10 – Maria Jeżak / Lech Matuszewski                                                  | DNS                                                                                      |                                             |                                             |
| 1981                                                              | Innsbruck                                   | 7 – Grzegorz Filipowski                          | 20 – Beata Nachrzter                          | DNS                                                                                  | 18 – Iwona Bielas / Jacek Jasiaczek                                                      |                                             |                                             |
| 1982                                                              | Lyon                                        | 9 – Grzegorz Filipowski                          | DNS                                           | DNS                                                                                  | DNS                                                                                      |                                             |                                             |
| 1983                                                              | Dortmund                                    | 8 – Grzegorz Filipowski                          | DNS                                           | DNS                                                                                  | 16 – Bożena Wierzchowska / Robert Kazanowski                                             |                                             |                                             |
| 1984                                                              | Budapeszt                                   | 8 – Grzegorz Filipowski 17 – Wojciech Gwinner    | DNS                                           | DNS                                                                                  | 18 – Bożena Wierzchowska / Robert Kazanowski                                             |                                             |                                             |
| 1985                                                              | Göteborg                                    | – Grzegorz Filipowski 17 – Wojciech Gwinner      | DNS                                           | DNS                                                                                  | DNS                                                                                      |                                             |                                             |
| 1986                                                              | Kopenhaga                                   | 5 – Grzegorz Filipowski                          | DNS                                           | DNS                                                                                  | 17 – Bożena Kawełczyk / Tomasz Politański                                                |                                             |                                             |
| 1987                                                              | Sarajewo                                    | 4 – Grzegorz Filipowski 20 – Przemysław Noworyta | 18 – Mirella Gawłowska                        | DNS                                                                                  | 14 – Honorata Górna / Andrzej Dostatni                                                   |                                             |                                             |
| 1988                                                              | Praga                                       | 4 – Grzegorz Filipowski 23 – Przemysław Noworyta | 15 – Mirella Gawłowska                        | DNS                                                                                  | 12 – Honorata Górna / Andrzej Dostatni                                                   |                                             |                                             |
| 1989                                                              | Birmingham                                  | – Grzegorz Filipowski                            | WD – Mirella Gawłowska                        | 9 – Anna Górecka / Arkadiusz Górecki                                                 | 9 – Małgorzata Grajcar / Andrzej Dostatni                                                |                                             |                                             |
| 1990                                                              | Leningrad                                   | 4 – Grzegorz Filipowski                          | 26 – Beata Zielińska                          | 11 – Katarzyna Głowacka / Krzysztof Korcarz                                          | 10 – Małgorzata Grajcar / Andrzej Dostatni 20 – Katarzyna Długoszewska / Andrzej Sząszor |                                             |                                             |
| 1991                                                              | Sofia                                       | DNS                                              | 16 – Zuzanna Szwed                            | 9 – Katarzyna Głowacka / Krzysztof Korcarz                                           | DNS                                                                                      |                                             |                                             |
| 1992                                                              | Lozanna                                     | 5 – Grzegorz Filipowski                          | 10 – Zuzanna Szwed                            | 10 – Beata Zielińska / Mariusz Siudek                                                | 19 – Agnieszka Domańska / Marcin Głowacki                                                |                                             |                                             |
| 1993                                                              | Helsinki                                    | 17 – Robert Grzegorczyk WD – Marek Sząszor       | 7 – Zuzanna Szwed 15 – Anna Rechnio           | 9 – Beata Zielińska / Mariusz Siudek                                                 | 14 – Agnieszka Domańska / Marcin Głowacki                                                |                                             |                                             |
| 1994                                                              | Kopenhaga                                   | 18 – Zbigniew Komorowski                         | 7 – Anna Rechnio 14 – Zuzanna Szwed           | 12 – Marta Głuchowska / Mariusz Siudek 18 – Dorota Zagórska / Janusz Komendera       | 15 – Agnieszka Domańska / Marcin Głowacki                                                |                                             |                                             |
| 1995                                                              | Dortmund                                    | DNS                                              | 9 – Anna Rechnio 13 – Zuzanna Szwed           | 9 – Dorota Zagórska / Mariusz Siudek                                                 | 12 – Sylwia Nowak / Sebastian Kolasiński                                                 |                                             |                                             |
| 1996                                                              | Sofia                                       | 18 – Robert Grzegorczyk                          | 7 – Zuzanna Szwed 12 – Anna Rechnio           | 6 – Dorota Zagórska / Mariusz Siudek 14 – Magdalena Sroczyńska / Sławomir Borowiecki | 10 – Sylwia Nowak / Sebastian Kolasiński                                                 |                                             |                                             |
| 1997                                                              | Paryż                                       | 26 – Robert Grzegorczyk                          | 10 – Zuzanna Szwed 13 – Anna Rechnio          | 7 – Dorota Zagórska / Mariusz Siudek                                                 | 9 – Sylwia Nowak / Sebastian Kolasiński 16 – Iwona Filipowicz / Michał Szumski           |                                             |                                             |
| 1998                                                              | Mediolan                                    | 15 – Robert Grzegorczyk                          | 16 – Sabina Wojtala                           | 4 – Dorota Zagórska / Mariusz Siudek                                                 | 11 – Sylwia Nowak / Sebastian Kolasiński                                                 |                                             |                                             |
| 1999                                                              | Praga                                       | 11 – Robert Grzegorczyk                          | 10 – Sabina Wojtala                           | – Dorota Zagórska / Mariusz Siudek                                                   | 8 – Sylwia Nowak / Sebastian Kolasiński                                                  |                                             |                                             |
| 2000                                                              | Wiedeń                                      | 14 – Robert Grzegorczyk                          | 13 – Anna Rechnio 26 – Sabina Wojtala         | – Dorota Zagórska / Mariusz Siudek                                                   | 7 – Sylwia Nowak / Sebastian Kolasiński 14 – Agata Błażowska / Marcin Kozubek            |                                             |                                             |
| 2001                                                              | Bratysława                                  | 19 – Robert Grzegorczyk                          | 15 – Sabina Wojtala                           | WD – Dorota Zagórska / Mariusz Siudek                                                | 11 – Sylwia Nowak / Sebastian Kolasiński 22 – Aleksandra Kauc / Filip Bernadowski        |                                             |                                             |
| 2002                                                              | Lozanna                                     | 31 – Bartosz Domański                            | 25 – Sabina Wojtala                           | 4 – Dorota Zagórska / Mariusz Siudek                                                 | 10 – Sylwia Nowak / Sebastian Kolasiński                                                 |                                             |                                             |
| 2003                                                              | Malmö                                       | 26 – Bartosz Domański                            | 18 – Sabina Wojtala                           | 4 – Dorota Zagórska / Mariusz Siudek                                                 | 9 – Sylwia Nowak / Sebastian Kolasiński 21 – Agnieszka Dulej / Sławomir Janicki          |                                             |                                             |
| 2004                                                              | Budapeszt                                   | 33 – Przemysław Domański                         | DNS                                           | – Dorota Zagórska / Mariusz Siudek                                                   | 14 – Aleksandra Kauc / Michał Zych 21 – Agnieszka Dulej / Sławomir Janicki               | [ 1 ]                                       |                                             |
| 2005                                                              | Turyn                                       | 27 – Maciej Kuś                                  | DNS                                           | DNS                                                                                  | 17 – Aleksandra Kauc / Michał Zych                                                       | [ 2 ]                                       |                                             |
| 2006                                                              | Lyon                                        | 28 – Przemysław Domański                         | DNS                                           | 5 – Dorota Zagórska / Mariusz Siudek                                                 | 16 – Aleksandra Kauc / Michał Zych                                                       | [ 3 ]                                       |                                             |
| 2007                                                              | Warszawa                                    | 20 – Przemysław Domański                         | 22 – Anna Jurkiewicz                          | – Dorota Zagórska / Mariusz Siudek 10 – Dominika Piątkowska / Dmitrij Chromin        | 21 – Joanna Budner / Jan Mościcki                                                        | [ 4 ]                                       |                                             |
| 2008                                                              | Zagrzeb                                     | 21 – Konstantyn Tupikow                          | 19 – Anna Jurkiewicz                          | 9 – Dominika Piątkowska / Dmitrij Chromin                                            | 19 – Joanna Budner / Jan Mościcki                                                        | [ 5 ]                                       |                                             |
| 2009                                                              | Helsinki                                    | 17 – Przemysław Domański                         | DNS                                           | 15 – Joanna Sulej / Mateusz Chruściński 16 – Krystyna Klimczak / Janusz Karweta      | 20 – Joanna Budner / Jan Mościcki                                                        | [ 6 ]                                       |                                             |
| 2010                                                              | Tallinn                                     | 21 – Maciej Cieplucha                            | DNS                                           | 14 – Joanna Sulej / Mateusz Chruściński                                              | DNS                                                                                      | [ 7 ]                                       |                                             |
| 2011                                                              | Berno                                       | 25 – Maciej Cieplucha                            | DNS                                           | DNS                                                                                  | DNS                                                                                      | [ 8 ]                                       |                                             |
| 2012                                                              | Sheffield                                   | 19 – Maciej Cieplucha                            | DNS                                           | DNS                                                                                  | DNS                                                                                      | [ 9 ]                                       |                                             |
| 2013                                                              | Zagrzeb                                     | 19 – Maciej Cieplucha                            | DNS                                           | 15 – Magdalena Klatka / Radosław Chruściński                                         | 21 – Aleksandra Zworygina / Maciej Bernadowski                                           | [ 10 ]                                      |                                             |
| 2014                                                              | Budapeszt                                   | 19 – Maciej Cieplucha                            | 21 – Agata Kryger                             | DNS                                                                                  | 16 – Justyna Plutowska / Peter Gerber                                                    | [ 11 ]                                      |                                             |
| 2015                                                              | Sztokholm                                   | 20 – Patrick Myzyk                               | 38 – Agata Kryger                             | DNS                                                                                  | 14 – Natalia Kaliszek / Maksym Spodyriew                                                 | [ 12 ]                                      |                                             |
| 2016                                                              | Bratysława                                  | 30 – Patrick Myzyk                               | DNS                                           | DNS                                                                                  | 11 – Natalia Kaliszek / Maksym Spodyriew                                                 | [ 13 ]                                      |                                             |
| 2017                                                              | Ostrawa                                     | 25 – Igor Rezniczenko                            | 30 – Colette Coco Kaminski                    | DNS                                                                                  | 8 – Natalia Kaliszek / Maksym Spodyriew                                                  | [ 14 ]                                      |                                             |
| 2018                                                              | Moskwa                                      | 24 – Igor Rezniczenko                            | 34 – Elżbieta Gabryszak                       | DNS                                                                                  | 10 – Natalia Kaliszek / Maksym Spodyriew 21 – Justyna Plutowska / Jérémie Flemin         | [ 15 ]                                      |                                             |
| 2019                                                              | Mińsk                                       | 25 – Igor Rezniczenko                            | 25 – Elżbieta Gabryszak                       | DNS                                                                                  | 5 – Natalia Kaliszek / Maksym Spodyriew 22 – Justyna Plutowska / Jérémie Flemin          | [ 16 ] [ 17 ] [ 18 ]                        |                                             |
| 2020                                                              | Graz                                        | DNS                                              | 10 – Jekatierina Kurakowa                     | DNS                                                                                  | 9 – Natalia Kaliszek / Maksym Spodyriew 22 – Justyna Plutowska / Jérémie Flemin          | [ 19 ] [ 20 ]                               |                                             |
| mistrzostwa nie odbyły się w 2021 roku (pandemia COVID-19)        |                                             |                                                  |                                               |                                                                                      |                                                                                          |                                             |                                             |
| 2022                                                              | Tallinn                                     | 18 – Kornel Witkowski                            | 5 – Jekatierina Kurakowa                      | DNS                                                                                  | 14 – Natalia Kaliszek / Maksym Spodyriew                                                 | [ 21 ] [ 22 ] [ 23 ]                        |                                             |
| 2023                                                              | Espoo                                       | 17 – Władimir Samojłow                           | 4 – Jekatierina Kurakowa                      | DNS                                                                                  | 16 – Anastasija Polibina / Pawieł Gołowisznikow                                          | [ 24 ] [ 25 ] [ 26 ]                        |                                             |
| 2024                                                              | Kowno                                       | 8 – Władimir Samojłow                            | 25 – Jekatierina Kurakowa 32 – Laura Szczęsna | 10 – Julija Szczetinina / Michał Woźniak                                             | 26 – Sofiia Dovhal / Wiktor Kulesza                                                      | [ 27 ] [ 28 ] [ 29 ] [ 30 ]                 |                                             |